# Ben Aaronovitch

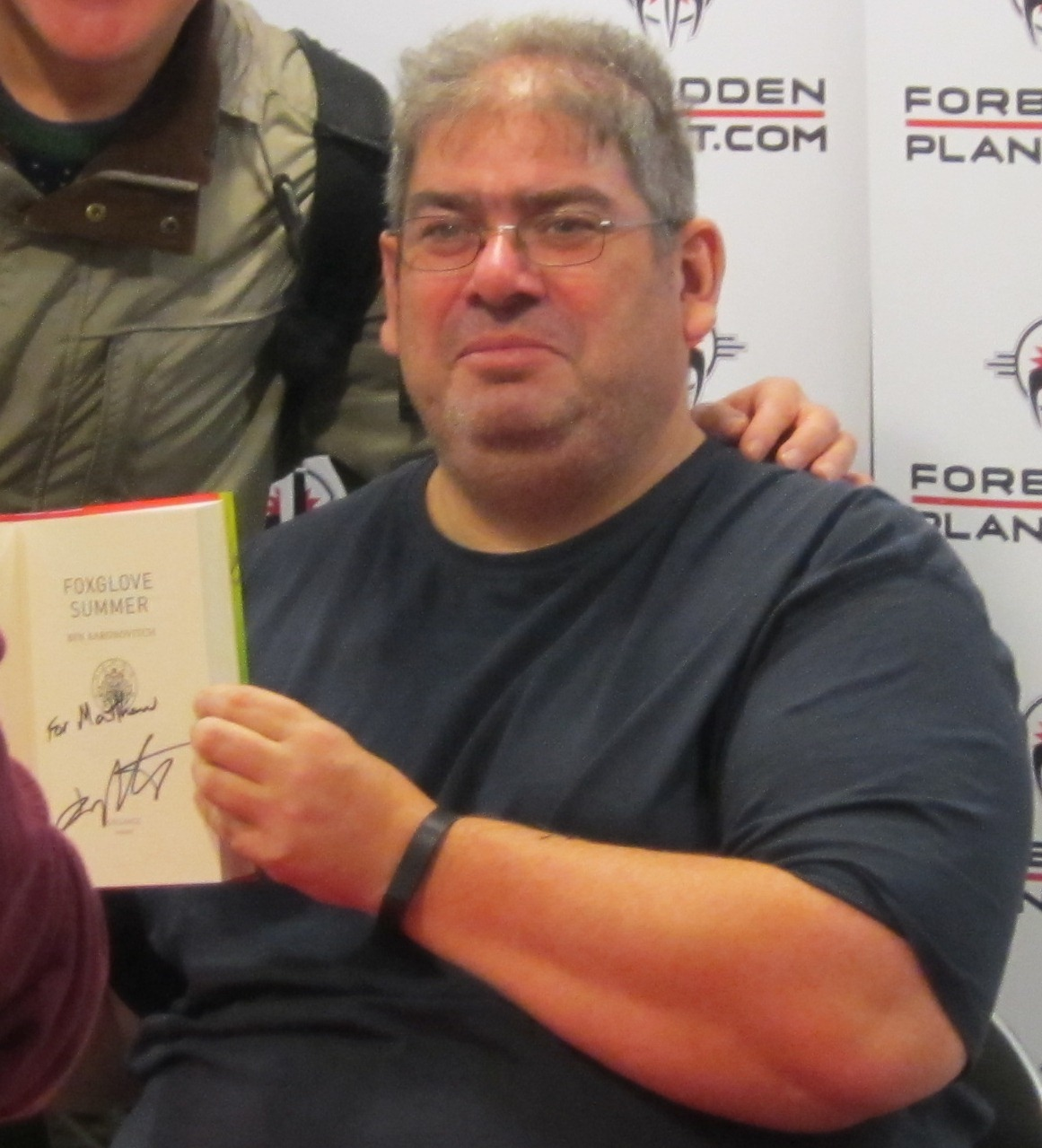
Ben Aaronovitch (2014)

Ben Dylan Aaronovitch (* 22. Februar 1964 in London) ist ein britischer Schriftsteller und Drehbuchautor im Bereich Science-Fiction und Fantasy. Er ist bekannt als Autor der Romanserie Die Flüsse von London.

## Leben
Ben Aaronovitch ist Sohn des britischen Ökonomen und politischen Aktivisten Sam Aaronovitch (26. Dezember 1919 bis 30. Mai 1998, litauisch-jüdischer Abstammung) und dessen dritter Ehefrau Lavender Aaronovitch; seine Brüder sind der Schauspieler Owen Aaronovitch und der Journalist David Aaronovitch. Aaronovitch lebt in Wimbledon. Ehe er hauptberuflich als Autor tätig wurde, arbeitete er in der Filiale Covent Garden der Buchhandelskette Waterstones.
In den Jahren 1988 und 1989 schrieb Aaronovitch zwei Geschichten der britischen Fernsehserie Doctor Who, die in jeweils vier Episoden ausgestrahlt wurden. Daraus und im weiteren Umfeld der Doctor-Who-Welt entstanden auch fünf Romane Aaronovitchs. Für die Bücher kreierte er die Figur Kadiatu Lethbridge-Stewart, die bislang nie in der Original-Serie auftrat, aber in mehreren Ablegern vorkam. Weitere Drehbücher schrieb er für die Serien Jupiter Moon, Casualty und Dark Knight. Im deutschsprachigen Raum bekannt ist er vor allem für seine Urban-Fantasy-Romanserie Die Flüsse von London um den Polizisten und Zauberlehrling Peter Grant. Diese ist so erfolgreich, dass die ersten neun Bände in Deutschland zwischen 2012 und 2019 mehr als eine Million Mal verkauft wurden.

## Bibliografie
Die Flüsse von London (Rivers of London)
- 1 Rivers of London (2011; auch: Midnight Riot)
  - Deutsch: Die Flüsse von London. Übersetzt von Karlheinz Dürr. dtv #21341, 2012, ISBN 978-3-423-21341-7.
- 2 Moon Over Soho (2011)
  - Deutsch: Schwarzer Mond über Soho. Übersetzt von Christine Blum. dtv #21380, 2012, ISBN 978-3-423-21380-6.
- 3 Whispers Under Ground (2012)
  - Deutsch: Ein Wispern unter Baker Street. Übersetzt von Christine Blum. dtv #21448, 2013, ISBN 978-3-423-21448-3.
- 4 Broken Homes (2013)
  - Deutsch: Der böse Ort. Übersetzt von Christine Blum. dtv #21507, 2014, ISBN 978-3-423-21507-7.
- 5 Foxglove Summer (2014)
  - Deutsch: Fingerhut-Sommer. Übersetzt von Christine Blum. dtv #21602, 2015, ISBN 978-3-423-21602-9.
- 6 The Hanging Tree (2016)
  - Deutsch: Der Galgen von Tyburn. Übersetzt von Christine Blum. dtv #21668, 2017, ISBN 978-3-423-21668-5.
- 7 Lies Sleeping (2018)
  - Deutsch: Die Glocke von Whitechapel. Übersetzt von Christine Blum. dtv #21766,, 2019, ISBN 978-3-423-21766-8.
    - Hörbuch: Die Glocke von Whitechapel. GOYALiT 2019, Spielzeit ca. 300 Minuten, 4 CDs. Gesprochen von Dietmar Wunder, ISBN 978-3-8337-4027-5.
- 8 False Value (2020)
  - Deutsch: Ein weißer Schwan in Tabernacle Street. Übersetzt von Christine Blum. dtv #26278, 2020, ISBN 978-3-423-26278-1.
    - Hörbuch: Ein weißer Schwan in Tabernacle Street. GOYALiT 2020, Spielzeit ca. 330 Minuten, 4 CDs. Gesprochen von Dietmar Wunder, ISBN 978-3-8337-4253-8.
- 9 Amongst Our Weapons (2022)
  - Deutsch: Die Silberkammer in der Chancery Lane. Übersetzt von Christine Blum. dtv, 2022, ISBN 978-3-423-26331-3.
    - Hörbuch: Die Silberkammer in der Chancery Lane. GOYALiT 2022, Spielzeit ca. 510 Minuten, 2 MP3-CDs. Gesprochen von Dietmar Wunder, ISBN 978-3-8337-4515-7.
- The Home Crowd Advantage (2012, Kurzgeschichte in: Rivers of London)
- The PC Grant Novels (2013, Sammelausgabe von 1, 2, 3)
- The Loneliness of the Long-Distant Granny (2015, Kurzgeschichte in: Foxglove Summer)
- The Furthest Station (2017, Novelle)
  - Deutsch: Geister auf der Metropolitan Line. Übersetzt von Christine Blum. dtv #21733, 2018, ISBN 978-3-423-21733-0.
- The October Man (2019, Novelle)
  - Deutsch: Der Oktobermann. Übersetzt von Christine Blum. dtv #21805, 2019, ISBN 978-3-423-21805-4.
- Tales from the Folly: A Rivers of London Short Story Collection (2020, Kurzgeschichten)
  - Deutsch: Der Geist in der British Library und andere Geschichten aus dem Folly Übersetzt von Christine Blum. dtv #21958, 2021, ISBN 978-3-423-21958-7.
    - Hörbuch: Der Geist der British Library und andere Geschichten aus dem Folly. Gesprochen von Dietmar Wunder. GOYALiT 2021. 4 CDs, 302 Min. ISBN 978-3-8337-4295-8.
- What Abigail Did That Summer (2021, Novelle)
  - Deutsch: Die Füchse von Hampstead Heath. Übersetzt von Christine Blum. dtv #21959, 2021, ISBN 978-3-423-21959-4
- Winter’s Gifts (2023)
  - Deutsch: Die schlafenden Geister des Lake Superior. dtv #21877, 2023, ISBN 978-3-423-21877-1
- The Masquerades of Spring (2024)
  - Deutsch: Eine Nachtigall in New York. Übersetzt von Christine Blum, dtv #22079, 2024, ISBN 978-3-423-22079-8
- Stone and Sky (2025)
  - Deutsch: Die Meerjungfrauen von Aberdeen. Übersetzt von Christine Blum, erscheint am 10.07.2025, 2025, ISBN 978-3-423-26420-4

Doctor Who
Target-Romane:
- 148 Remembrance of the Daleks (1990)
  - Deutsch: Die Hand des Omega. Übersetzt von Axel Merz. Bastei Lübbe Science Fiction & Fantasy #20881, 2017, ISBN 978-3-404-20881-4.

New Adventures:
- 10 Transit (1992)
- 44 The Also People (1995)
- 56 So Vile a Sin (1997, mit Kate Orman)

Professor Bernice Summerfield:
- 15 Genius Loci (2006)
- The Evacuation of Bernice Summerfield Considered as a Short Film by Terry Gilliam (2007, Kurzgeschichte in: Rebecca Levene (Hrsg.): Missing Adventures)

Kurzgeschichten
- Walking Backwards for Christmas (2006, in: Simon Guerrier (Hrsg.): Something Changed)
- Gone Fishing (2006, in: Simon Guerrier (Hrsg.): Short Trips: Time Signature)